# Até o Céu
"Até o Céu" é uma canção dos cantores brasileiros Anitta e MC Cabelinho, lançada em 20 de dezembro de 2019 pela Warner. A canção faz parte do projeto Brasileirinha. O clipe recebeu restrição no YouTube de +18 , devido às cenas.

## Divulgação
Anitta decidiu divulgar sua nova música “Até o Céu” através de um avião que circula pelas praias do Rio de Janeiro. O aeromotor sobrevoará a orla de Ipanema, Leblon, Copacabana e Leme durante todo o dia com uma faixa, informando o título e parceria.

## Vídeo musical
O vídeo musical foi lançado no mesmo dia da música. No vídeo, Anitta e MC Cabelinho aparecem em várias cenas românticas na praia e em uma casa.